# Qualificazioni al campionato europeo maschile di calcio 1968 - Gruppo 4

## Classifica
| Pos | Squadra        | Pti | G | V | N | P | GF | GS | DR  |
| --- | -------------- | --- | - | - | - | - | -- | -- | --- |
| 1   | Jugoslavia     | 6   | 4 | 3 | 0 | 1 | 8  | 3  | +5  |
| 2   | Germania Ovest | 5   | 4 | 2 | 1 | 1 | 9  | 2  | +7  |
| 3   | Albania        | 1   | 4 | 0 | 1 | 3 | 0  | 12 | -12 |

## Risultati
| Arbitro: | Martti Hirviniemi |

|                                           |           |  |
| Müller 5’ 23’ 73’ 80’ (rig.) Löhr 77’ 78’ | Marcatori |  |

| Arbitro: | José María Ortiz de Mendíbil |

|             |           |  |
| Skoblar 67’ | Marcatori |  |

| Arbitro: | Costas Xanthoulis |

|  |           |                 |
|  | Marcatori | 22’ 56’ Zambata |

| Arbitro: | Concetto Lo Bello |

|                                |           |             |
| Löhr 10’ Müller 71’ Seeler 86’ | Marcatori | 46’ Zambata |

| Arbitro: | Andrei Rădulescu |

|                                       |           |  |
| Sprečo 44’ Osim 48’ 82’ Lazarević 56’ | Marcatori |  |

| Tirana 17 dicembre 1967 | Albania             | 0 – 0 | Germania Ovest | Stadio Qemal Stafa (38.889 spett.)\| Arbitro: \| Ferdinand Marschall \| |
| Arbitro:                | Ferdinand Marschall |       |                |                                                                         |

## Classifica marcatori
5 reti
- Gerd Müller

3 reti
- Hannes Löhr
- Slaven Zambata

2 reti
- Ivica Osim

1 rete
- Uwe Seeler
- Vojin Lazarević
- Josip Skoblar
- Edin Sprečo